# Active Server Pages
Az ASP az Active Server Pages rövidítése, a Microsoft dinamikus weboldalak generálására alkalmas szerveroldali keretrendszere. Szintaktikája a Visual Basicére hasonlít, kimenete pedig nem teljesen HTML-alapú (vannak benne VBScriptes elemek is). Az ASP 1996-ban jelent meg, majd 2002-ben a .NET keretrendszer megjelenésével az ASP.NET váltotta fel.
Bármelyik Microsoft Active Scripting nyelv használható ASP oldalakon, de az alapértelmezett nyelv a VBScript.

## Példa kód
Klasszikus „Helló, világ!” program VBScriptben:
```
<html>

<body>

<%

  
Response
.
Write
 
"Helló, világ!"

%>

</body>

</html>

 
'
 
Egyszerűbb
 
alakban:

<%=
 
"Helló, világ!"
 
%>

```